# Bányai Kelemen Barna
Bányai Kelemen Barna (Marosvásárhely, 1982. október 14. –) magyar színművész.

## Életpályája
1997–2001 között a marosvásárhelyi Unirea Főgimnázium hallgatója német szakon. 2002–2006 között a Marosvásárhelyi Egyetem színész szakos hallgatója. 2006–2015 között a Marosvásárhelyi Nemzeti Színház Tompa Miklós Társulatának tagja. 2010-től óraadó tanár a Marosvásárhelyi Művészeti Egyetemen. 2015-2018 között a szombathelyi Weöres Sándor Színház tagja. 2018-tól a budapesti Katona József Színház tagja.

### Családja
Felesége Bánfalvi Eszter színésznő, akivel közös gyermekük Boldizsár, 2018 decemberében született és Sára.

## Fontosabb színházi szerepei
- Maxim Gorkij: Mélyben (Éjjeli menedékhely), rendező: Keresztes Attila
- William Shakespeare: Rómeó és Júlia, rendező: Porogi Dorka
- I.L. Caragiale: Megtorlás, rendező: Kincses Elemér
- Székely Csaba: Bányavakság, rendező: Sebestyén Aba
- Gotthold Ephraim Lessing: Bölcs Náthán, rendező: Harsányi Zsolt
- Verebes István: Senki sem tökéletes, avagy nincs, aki hűvösen szereti, rendező: Kányádi Szilárd
- Székely Csaba: Bányavirág, rendező: Sebestyén Aba
- Móricz Zsigmond: Nem élhetek muzsikaszó nélkül, rendező: Parászka Miklós
- Székely János: Hugenották, rendező: Szélyes Ferenc
- W. Shakespeare: A makrancos hölgy, avagy a hárpia megzabolázása, rendező: Sorin Militaru
- A. P. Csehov: Platonov, rendező: Harsányi Zsolt
- Mercutio és Párisz – William Shakespeare: Rómeó és Júlia, rendező: Porogi Dorka
- Dragomir – I.L. Caragiale: Megtorlás, rendező: Kincses Elemér
- Rendőr – Székely Csaba: Bányavakság, rendező: Sebestyén Aba (a Yorick Stúdióval közös produkció)
- Szaladin – Gotthold Ephraim Lessing: Bölcs Náthán, rendező: Harsányi Zsolt
- Dzsó – Verebes István: Senki sem tökéletes, avagy nincs, aki hűvösen szereti, rendező: Kányádi Szilárd
- Balázs – Móricz Zsigmond: Nem élhetek muzsikaszó nélkül, rendező: Parászka Miklós
- János – Székely János: Hugenották , rendező: Szélyes Ferenc
- Mihály, az orvos – Székely Csaba: Bányavirág, rendező: Sebestyén Aba (a Yorick Stúdióval közös produkció)
- Lucentio, átöltözve Cambio – W. Shakespeare: A makrancos hölgy, avagy a hárpia megzabolázása, rendező: Sorin Militaru
- Rendőr – Életkép Janusz Glowacki ötlete alapján: Fedél nélkül, rendező: Tóth Árpád (a Yorick Stúdióval közös produkció)
- Vojnyicev, Szergej Pavlovics – A.P. Csehov: Platonov, rendező: Harsányi Zsolt
- Blahnik, szökevény I, Ságner hadnagy – Jaroslav Hašek – Spiró György: Švejk, rendező: Kincses Elemér
- Pasi – Kiss Csaba: A dög, rendező: Kiss Csaba
- Színész – Luigi Pirandello: Hat szereplő szerzőt keres, rendező: David Zinder
- Tanító – Bródy Sándor: A tanítónő, rendező: László Csaba
- Báthory Gábor – Závada Pál: Bethlen, rendező: Kövesdy István
- Az első fiatal férfi – Jon Fosse: Alvás, rendező: Sorin Militaru
- Asztalos – Tamási Áron: Hullámzó vőlegény, rendező: Török Viola
- Ápoló – Ingmar Bergman: Dúl-fúl, és elnémul, rendező: Kövesdy István
- Dikics, ördög – Király Kinga Júlia: A szerencse fia, rendező: Király István
- násznép tagja – Eugène Labiche – Marc Michel: Olasz szalmakalap, rendező: Kövesdy István
- Lucius – Székely János: Caligula helytartója, rendező: Kincses Elemér
- Claudio – W. Shakespeare: Szeget szeggel, rendező: Alexandre Colpacci
- Alceste – J.B.P. Molière: Az embergyűlölő, rendező: Farkas Ibolya
- Timóteus – Machiavelli: Mandragóra alapján – A lé, rendező: Király István
- Michel – Jean Cocteau: Rettenetes szülők, rendező: Farkas Ibolya
- Fülöp herceg – Witold Gombrowicz: Yvonne, a burgundi hercegnő, rendező: Alexandre Colpacci
- szereplő – Gianina Cărbunariu: 20/20, rendező: Gianina Cărbunariu, 2009
- a srác – Gianina Cărbunariu: Stop the tempo, rendező: Sebestyén Aba, 2008
- Lafayette aka Hud – Galt Mac Dermot – Gerome Ragni: Hair, rendező: Sebestyén Aba, 2007
- Szomorúszájú – Egressy Zoltán: Sóska, sültkrumpli, rendező: Sebestyén Aba, 2006
- Othello – W. Shakespeare: Othello, rendező: Török Viola, 2006
- Werner – Marius von Mayenburg: A hideg gyermek: Béres Günther Attila, 2005
- Ádám – Mark Twain: Ádám és Éva naplója, rendező: Csurulya Csongor, 2004
- Eugène Ionesco: Haláli nagy játék (Csíkszereda), rendező: Gavriil Pinte

## Film és TV-s szerepei
- Miért én?... Molnár Lajos (2015)
- Toxikoma ... Csernus Imre (2021)
- Apatigris ... harmincas férfi (sorozat, 2021)
- A legjobb dolgokon bőgni kell ...Bence (2021)
- Futni mentem ...Ákos (2024)
- Szenvedélyes nők (2025)

## Díjai, elismerései
- 2007 – Erdős Irma-ösztöndíj
- 2011 – Legjobb férfialakítás – Nemzetiségi Színházi Kollokvium, Gyergyószentmiklós (Székely Csaba: Bányavirág, rendező: Sebestyén Aba)
- 2012 – Kaszás Attila-díj
- 2012 – Legjobb férfialakítás – MASZK Országos Színészegyesület, Pécsi Országos Színházi Találkozó (Székely Csaba: Bányavirág, rendező: Sebestyén Aba)
- 2012 – Kovács György-díj – EMKE
- 2013 – A színikritikusok díja – Legjobb férfi mellékszereplő
- 2013 – XXV. Magyar Színházak kisvárdai fesztiválja – Az Emberi Erőforrások Minisztériuma által felajánlott díj
- 2013 – POSzT – Legjobb férfi mellékszereplő
- 2021 – Máthé Erzsi-díj[9]